# آکانتوفولیس
آکانتوفولیس (نام علمی: Acanthopholis) (به معنی دارای فلس خاردار)، یک دایناسور گیاه‌خوار مربوط به دوره کرتاسه پیشین می‌باشد. این جانور ۱۱۵ تا ۹۱ میلیون سال پیش می‌زیسته که بیش از ۴ متر طول و ۳۸۰ کیلوگرم وزن داشت‌است. سنگوارهٔ آکانتوفولیس در انگلستان کشف شده‌است و در سال ۱۸۶۷ به وسیله توماس هوکسلی نام‌گذاری شد. گونه خاص این جنس آکانتوفولیس هوریدیوس نام دارد.